# Hap Magda
Hap Magda (Budapest, 1940. október 11. – Budapest, 2008. június 10.) Balázs Béla-díjas magyar filmvágó.

## Életpályája
| Hap Magda                                 | Hap Magda                                 |
| Kattints az alábbi külső linkek egyikére! | Kattints az alábbi külső linkek egyikére! |
| ----------------------------------------- | ----------------------------------------- |
| Nem található szabad kép.(?)              |                                           |
| külső link · jogvédett                    | Hap Magda                                 |

1959-1970 között a Pannónia Filmstúdióban volt szinkronvágó. A Színház- és Filmművészeti Főiskola vágó szakán tanult 1968-1971 között. 1970-től a Pannónia Filmstúdióban, a későbbi Pannóniafilm Kft.-ben animációs filmek vágója volt. 1995-ben nyugdíjba vonult.
Számos közismert rajzfilm vágója, többek között kezei munkáját dicséri a Vuk, A kockásfülű nyúl, a Lúdas Matyi, a Macskafogó, és számtalan animációs rövidfilm, köztük Reisenbüchler Sándor különleges filmjei.
Súlyos betegségben hunyt el 2008-ban. Temetése június 17-én az Óbudai temető szóróparcellájában volt.

## Családja
Férje Czipauer János volt, szintén vágó a Pannónia Filmstúdióban. Testvére Hap Béla műfordító, Bohumil Hrabal műveinek magyarra ültetője.

## Filmjei
- A Mézga család különös kalandjai (1968-1969)
- Kukori és Kotkoda (1970-1971)
- Mézga Aladár különös kalandjai (1972)
- Az 1812-es év (1973)
- Mikrobi (1973-1975)
- Kérem a következőt! (1973-1983)
- A kockásfülű nyúl (1974-1976)
- Hugó, a víziló (1975)
- Lúdas Matyi (1976)
- Magyar népmesék (1977-1995)
- Visszajelzés (1977)
- Pom Pom meséi (1978-1981)
- Vakáción a Mézga család (1978)
- Habfürdő (1979)
- Pityke (1979)
- Álomfejtő (1980)
- Misi Mókus kalandjai (1980)
- Fehérlófia (1981)
- Vuk (1981)
- A nagy ho-ho-horgász (1982-1988)
- Pumukli kalandjai (1982-1988)
- Sebaj Tóbiás (1982-1984)
- Szárnyas lények boltja (1982)
- Vízipók-csodapók (1982) (mozifilm)
- Hófehér (1983)
- Daliás idők (1984)
- Kíváncsi Fáncsi (1984-1989)
- Leo és Fred I. (1984)
- Szaffi (1984)
- Mátyás, az igazságos (1985)
- A szél (1986)
- Macskafogó (1986)
- Mondák a magyar történelemből (1986)
- Fabulák (1987)
- Isten veled kis sziget (1987)
- Az erdő kapitánya (1988)
- Nefelejcs (1988)
- Trombi és a Tűzmanó (1988-1990)
- Varjúdombi meleghozók (1988)
- Sárkány és papucs (1989)
- Vigyázat, lépcső! (1989)
- Vili, a veréb (1989)
- A hercegnő és a kobold (1991)
- Töf-töf elefánt (1991-1994)
- A kert (1993)
- Az út (1992)
- Az ember tragédiája (1993)
- A hetedik testvér (1995)
- A tánc (1995)
- Fény és árnyék (1995)
- Sírj! (1995)
- A homok dala (1996)
- A nyár szemei (1996)
- Ikarosz (1996)
- Liaison (1996)
- Fészek (1997)
- Van itt jó is, rossz is (1997)
- Jónás (1998)
- Arcok (1999)
- Golyós mese (1999)
- Fekete lyuk – fehér lyuk (2001)
- Az én kis városom (2002)
- Ének a csodaszarvasról (2002)
- Fény és káosz (2002)
- Kalózok szeretője (2002)
- Pszichoparádé (2002)
- Árgyélus királyfi (2003)
- Az idő látképei (2004)
- Az ember tragédiája (2011)